# Episodi di Un prete tra noi (prima stagione)
La prima stagione di Un prete tra noi è andata in onda in prima visione su Rai 2 nel 1997.
| nº | Titolo                   | Prima TV Italia  |
| -- | ------------------------ | ---------------- |
| 1  | L'abbandono              | 28 ottobre 1997  |
| 2  | Un'evasione annunciata   | 29 ottobre 1997  |
| 3  | La confessione           | 4 novembre 1997  |
| 4  | Per troppo amore         | 5 novembre 1997  |
| 5  | La sindrome di Stoccolma | 11 novembre 1997 |
| 6  | La scelta                | 12 novembre 1997 |

## L'abbandono
- Diretto da:
- Scritto da:

Trama
Breve riassunto della trama
- Guest star:
- Altri interpreti:
- [Varie ed eventuali]